# 三菱集团
三菱集团（日语：／ Mitsubishi Gurūpu */?，；也被非官方地称为三菱系列（Mitsubishi Keiretsu））是日本一個企業联合体，為原三菱财阀解體後其旗下企業共同組成，总共包括约300家企业。其中的29家核心企业組成三菱金曜會，進行集團各企業的聯繫。目前，由「Mitsubishi.Com委员会」负责维护三菱品牌的完整性以及联盟的门户网站。三菱系列的公司并非一个真正意义上的企业集团，比較像一個鬆散的企業聯盟，因其诸家公司均独立经营，彼此之间并无直接关系，甚至互为竞争对手。

## 历史
三菱集團起源於岩崎彌太郎創立的三菱財閥，為橫跨礦業、製造業、貿易、房地產等多角化經營的巨大事業體，後來雖因二戰後的財閥解體政策而被迫分拆，但仍以企業聯盟的形式延續，並共同使用「三菱」品牌，經過多次的公司整併後，形成今日的三菱集團。旗下各企業中，又以三菱銀行（今三菱日聯金融集團）、三菱商事、三菱重工等3家公司最為重要，被合稱為「三菱集團御三家」。

### 起源
江戶時代，土佐藩在大阪經營「九十九商會」，後來由土佐藩士出身的岩崎彌太郎接手，改名為「三菱商會」（今日本郵船的企業主體前身），並在明治時代開枝散葉成為三菱財閥，在日本现代化的过程中扮演了重要的角色。
随着20世纪的到来，公司进入了一个多元化经营的时期并最终建立了三个实体：
- 三菱银行：建立于1919年，在1996年和2004年分别与东京银行和UFJ控股合併成為現在的三菱东京UFJ银行（三菱UFJ金融集团首要子公司），目前為日本最大的银行。
- 三菱商事：建立于1950年，主要从事对外贸易。
- 三菱造船：建立于1917年，即現在的三菱重工。成立之後先後分割出下列子公司：
  - 三菱电机：1921年独立
  - 三菱汽车：1970年独立，日本第四大汽车制造商
  - 三菱原子力：1995年并入三菱重工业有限公司，核电站
  - 三菱化学（日语：三菱化学）：日本最大的化学公司
  - 尼康：著名的照相机公司

### 第二次世界大战

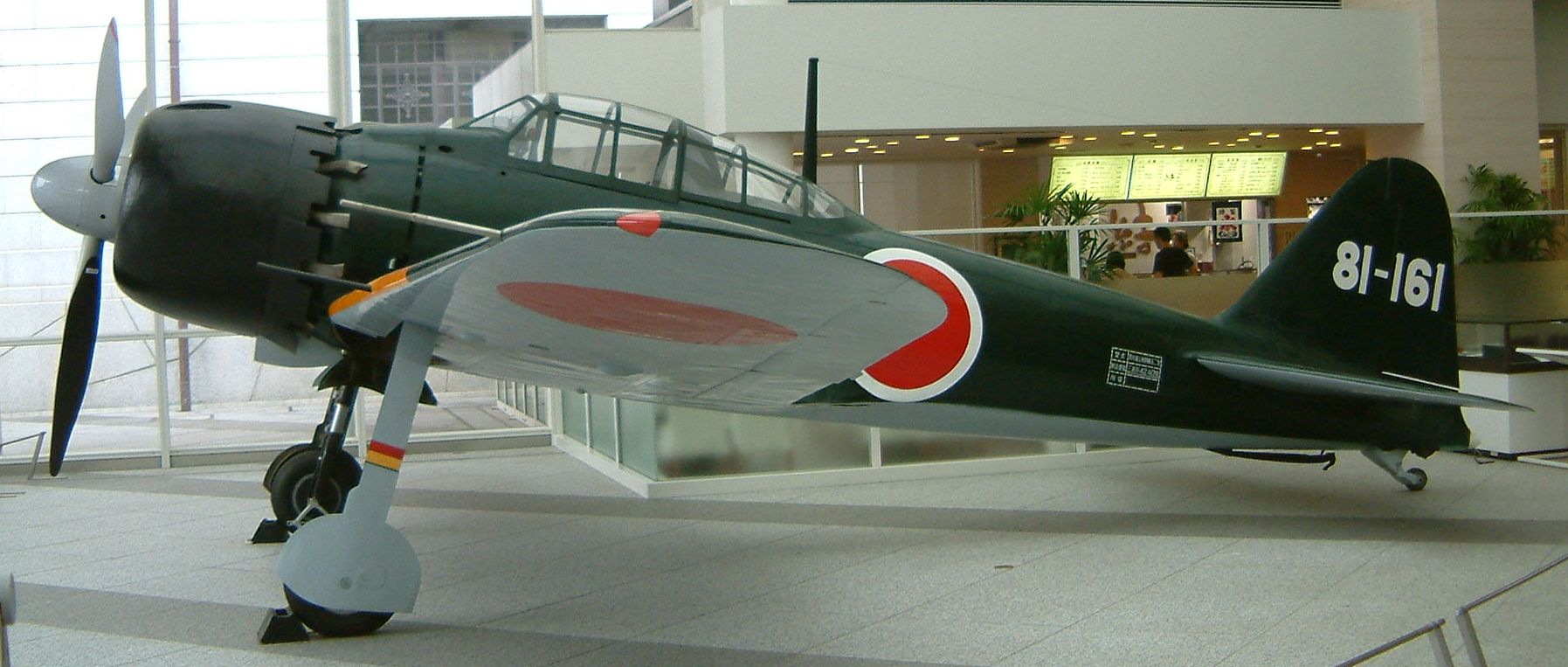
Mitsubishi A6M 零戰.

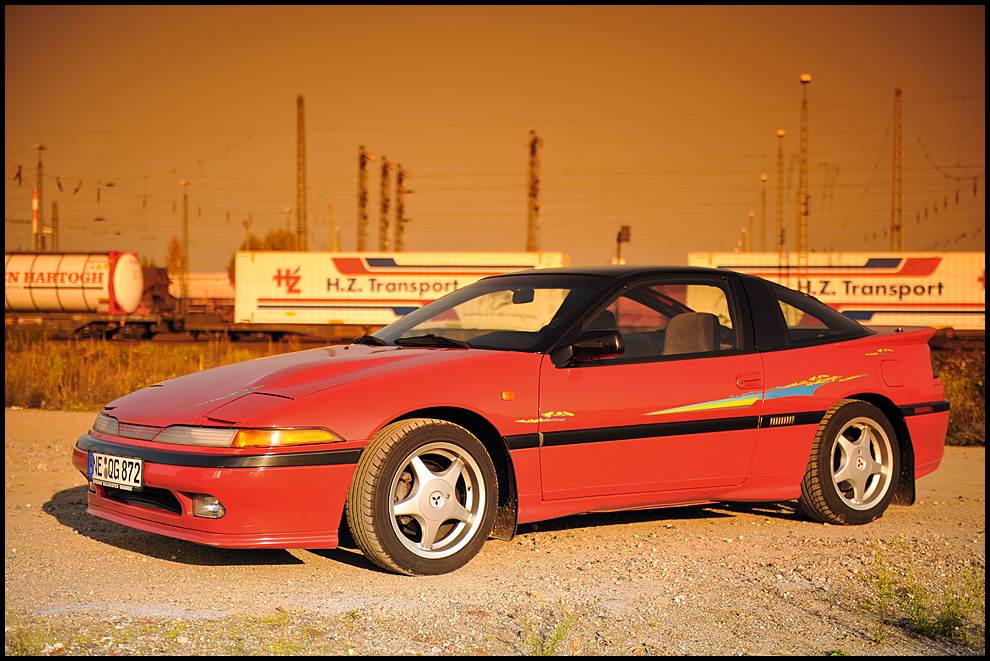
三菱日蝕

在第二次世界大战期间，三菱在堀越二郎领导之下为日本生产制造武器装备，其中包括零式战斗机、武藏号战列舰以及各种重型、微型坦克、步兵战车，军火产品范围涵盖陆海空。共生产各类飞机18000架、坦克装甲车4650辆。三菱在那段时间裡使用了大量的从日本占领区掳掠来的苦役劳工。三菱材料公司及旧日本政府在二战期间强掳3563名中国人到日本9个地方工作，其中704人死亡。2010年8月，部份受害者打算在山东提出索偿，三菱总公司已承认指控并愿意负责。

### 战后
1946年，根据戰後盟軍占領當局的政策，三菱被分割成许多独立的公司。这些新的独立公司在各自不同的领域裡发展壮大。随着美国对日本战后政策的变化，这些公司又开始相互密切合作并最终成立了一个松散的实体称为三菱集团或三菱系列。

### 關於三菱商標
三菱集團的「三菱形」（スリーダイヤ）標誌，是由岩崎家族的标志「三階菱」（三階菱）、以及土佐藩主山内家族的标志「三柏」（三つ柏）結合而來，最早為九十九商會的船旗號所採用的「三角菱」圖案，后来逐渐演变成今天的三菱标志。

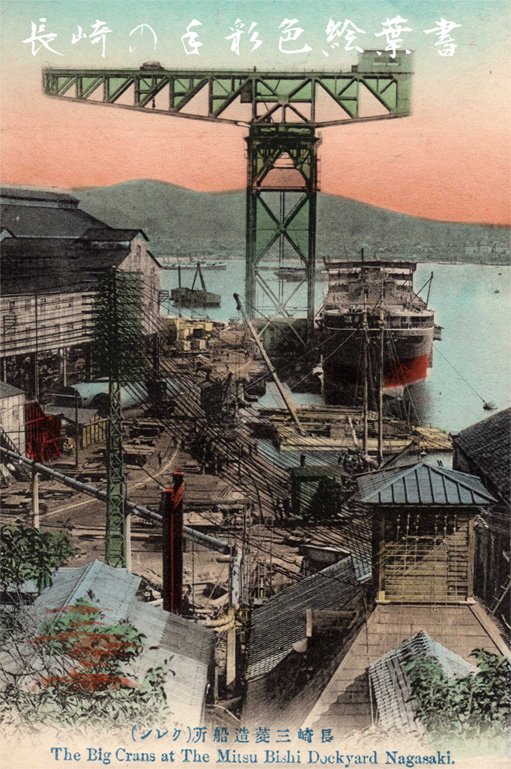
1920年代長崎三菱造船廠

三菱集團使用的「三菱形」標誌，也由三菱鉛筆、弘乳舍使用，這兩家日本企業分別在1903年、以及1919年註冊三菱商標。雖然不是三菱集團成員，但因歷史發展的緣故，而得以繼續使用下去。

## 争议
三菱被指责缺乏团队协作，特别是在职场歧视和环境污染方面。三菱前员工Kamal Sinha开办了一个名为“Mitsubishi Watch”的网站用于发布对公司这些方面的不满。Niall Murtagh的书《蓝眼睛的员工》从一个外国人的角度描写了在三菱工作的正反两方面情况。

## 主要成員
以下列出「三菱金曜會」的會員（28間公司）和三菱廣報委員會的會員（37間公司），所有三菱金曜會的會員公司也都是三菱廣報委員會的會員。其他更多的相關公司，都是以下列的公司為中心形成各個集團。
| 公司中文名稱         | 公司日文名稱    | 三菱金曜会 | 三菱广報委員会 |
| -------------------- | --------------- | ---------- | -------------- |
| 三菱化學             |                 | ○          | ○              |
| 三菱化工機           |                 | ○          | ○              |
| 三菱瓦斯化學         |                 | ○          | ○              |
| 三菱地所             |                 | ○          | ○              |
| 三菱汽车             |                 | ○          | ○              |
| 三菱重工業           |                 | ○          | ○              |
| 三菱商事             |                 | ○          | ○              |
| 三菱製鋼             |                 | ○          | ○              |
| 三菱製紙             |                 | ○          | ○              |
| 三菱倉庫             |                 | ○          | ○              |
| 三菱綜合研究所       |                 | ○          | ○              |
| 三菱電機             |                 | ○          | ○              |
| 三菱東京UFJ銀行      |                 | ○          | ○              |
| 三菱扶桑卡客车       |                 | ○          | ○              |
| 三菱材料             |                 | ○          | ○              |
| 三菱UFJ證券控股      |                 | ○          | ○              |
| 三菱UFJ信託銀行      |                 | ○          | ○              |
| AGC                  | AGC             | ○          | ○              |
| 麒麟控股             |                 | ○          | ○              |
| ENEOS控股            |                 | ○          | ○              |
| 東京海上日動火災保險 |                 | ○          | ○              |
| 尼康                 |                 | ○          | ○              |
| 日本郵船             |                 | ○          | ○              |
| UBE三菱水泥          | UBE三菱セメント | -          | ○              |
| 明治安田生命保險     |                 | ○          | ○              |
| 三菱汽車出租         |                 | -          | ○              |
| 三菱礦石輸送         |                 | -          | ○              |
| 三菱精密工業         |                 | -          | ○              |
| 三菱日聯日本信販股份 |                 | -          | ○              |
| 三菱HC Capital       |                 | -          | ○              |
| Astomos能源          | ※               | -          | ○              |
| 大日本塗料           |                 | -          | ○              |
| 三菱食品             |                 | -          | ○              |

※在2006年10月1日由前三菱液化瓦斯和出光興産LPG部門合併。
三菱電梯以海外地區所知，有三類型的型態公司分別為獨立拆分的台灣三菱電梯股份有限公司、中國合資上海三菱電梯公司、三菱電機旗下三菱電梯香港公司，經查證並無與日立合資成立公司。